# Bande cyclable
 (août 2022).
Ne dit pas être confondue avec une piste cyclable.
Une bande cyclable est un aménagement cyclable, au niveau de la chaussée réservé au cycliste.

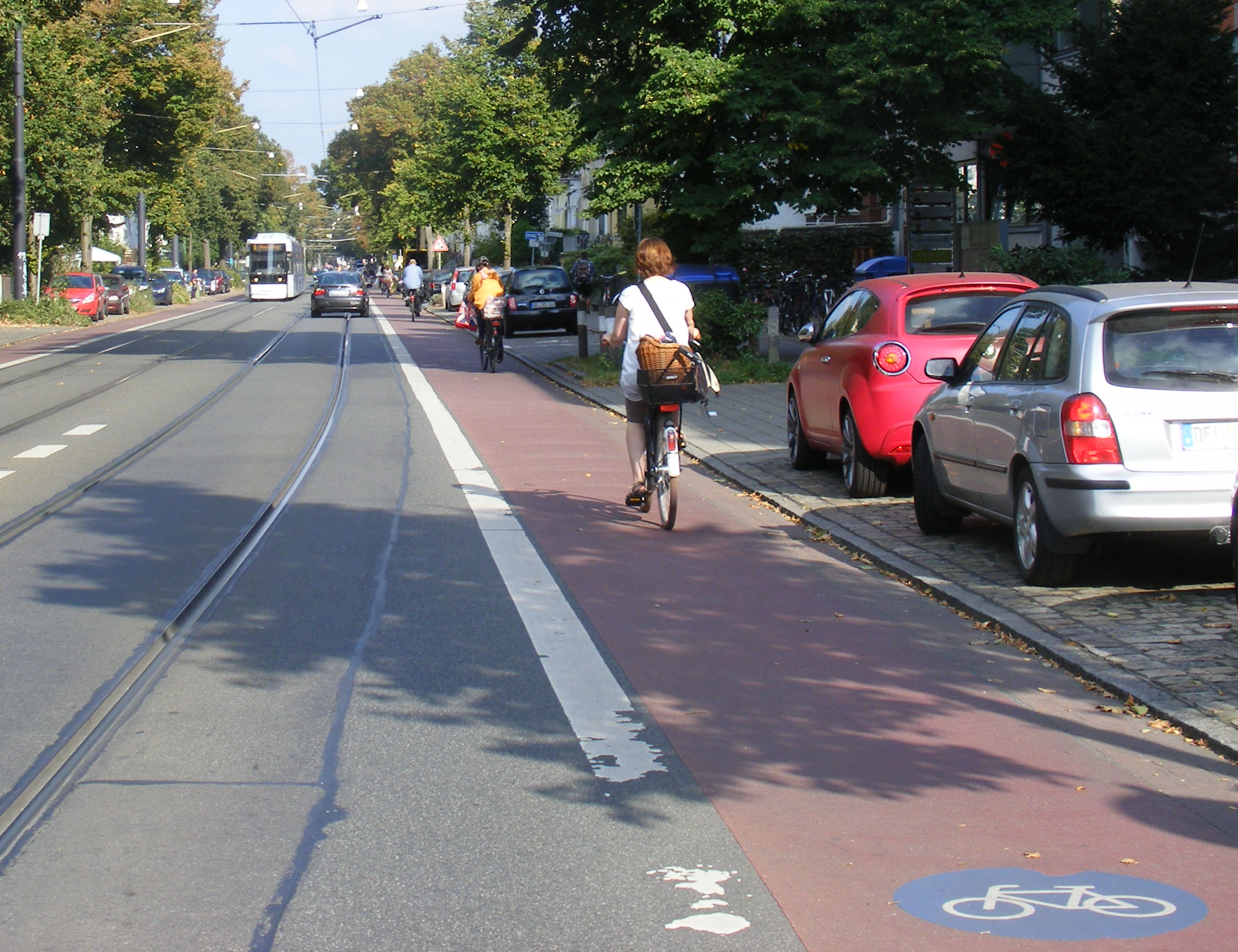
Bande cyclable à Brême, jusqu'en 2005 les bandes cyclables de cette rue étaient au niveau des trottoirs

Elle est généralement séparée des autres voies par une ligne longitudinale ou un marquage spécifique.
Cette signalisation pouvant être complétée par des pictogrammes cyclistes et des flèches indiquant le sens de circulation. Le marquage la délimitant est généralement considéré comme infranchissable par les usagers motorisés mais franchissable par les cyclistes.

## Aménagement
Partie intégrante de la voie sur laquelle elle est tracée, une bande cyclable présente généralement une largeur voisine de 1,5 m, une largeur d'un mètre assurant un confort de circulation réduit mais acceptable si la bande est un contresens cyclable étroit. Placée généralement à l'extérieur de la chaussée, une bande cyclable jouxte le trottoir ou du stationnement latéral. Dans ce dernier cas la bande doit être élargie pour permettre aux cyclistes de circuler hors de portée des portières des véhicules qui peuvent s'ouvrir inopinément (emportiérage), en particulier dans le sens de circulation.

## Couleur
Les couleurs utilisées sont le rouge en Suisse, en Région flamande et à Bruxelles-Capitale, le vert en France et au Canada et le bleu au Royaume-Uni. En Wallonie, la couleur verte n'est pas utilisée car jugée trop chère ; la Wallonie envisage d'utiliser la couleur rouge pour mettre en évidence des lieux où des conflits peuvent survenir et attirer l’attention.
Toulouse envisage d’utiliser, pour matérialiser les pistes cyclables, la couleur briquette symbole de la ville de Toulouse, sur la recommandation d'un climatologue qui rappelle que le rouge garde moins la chaleur que le noir du bitume ordinaire.

## Avantage et inconvénient

### Avantages

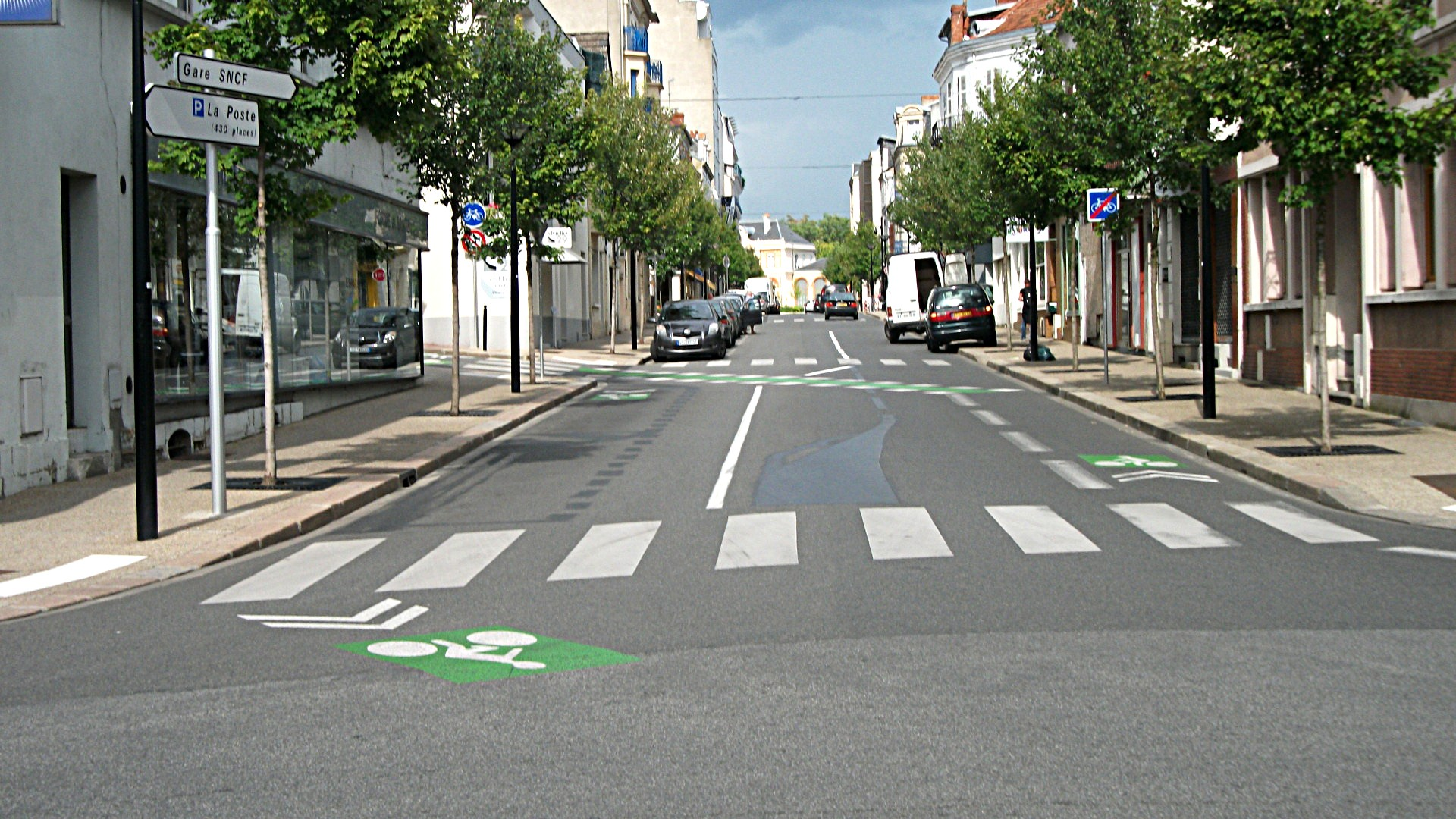
Une bande cyclable conseillée et réservée à la droite et une voie partagée à la gauche

Une bande cyclable assure une bonne insertion des cyclistes sur la chaussée et assure une meilleure lisibilité de ceux-ci par les autres usagers. Elle permet de réserver une partie de la chaussée à la circulation des cyclistes à l'exclusion de tout autre usager. Moins sécurisante qu'une piste cyclable, une bande cyclable renforce cependant la visibilité et la légitimité des cyclistes en circulation.
Généralement franchissable par les cyclistes l'empruntant, une bande cyclable demande moins de largeur qu'une piste cyclable unidirectionnelle pour un niveau de service équivalent.
Lorsque les bandes cyclables flanquent une chaussée à double sens les chocs frontaux entre cyclistes et avec d'autres usagers sont impossibles.

### Risques

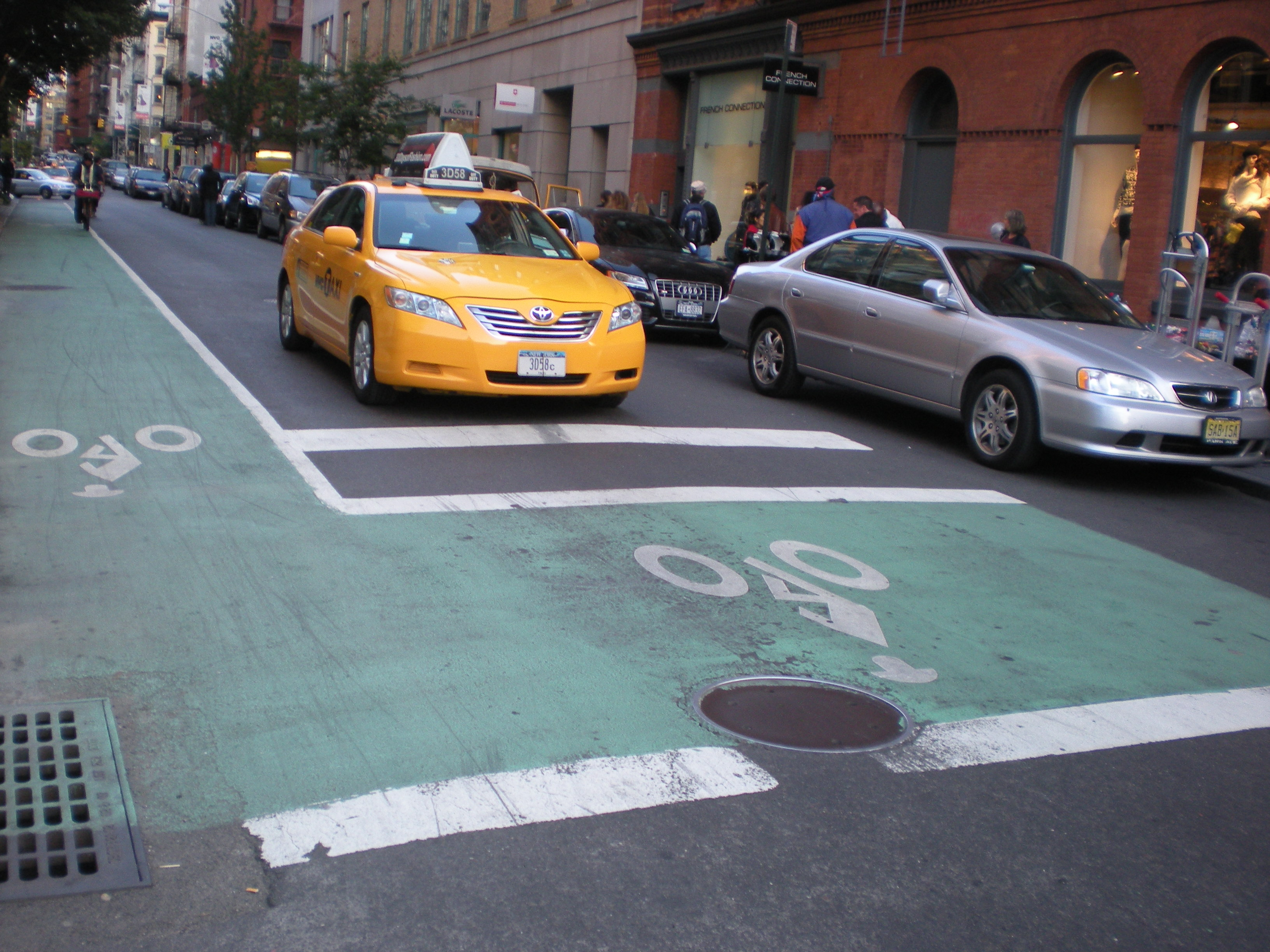
Bande et sas cyclable à New York

Intégrée à la chaussée, une bande cyclable au bord de la chaussée expose les cyclistes à deux risques majeurs sources d'accidents mortels :
- l'ouverture de portière des véhicules en stationnement lorsque la bande est accolée à des stationnements pour automobiles, qui peut causer des accidents parfois mortels[5],[6],[7], entre un cycliste et une portière ouverte par le passager d'un véhicule stationné[2] ;
- les angles morts des gros véhicules (poids lourds, autobus) qui peuvent manœuvrer (ex. tourner à droite à une intersection) sans se rendre compte qu'un cycliste est présent sur la bande cyclable. Ces comportements sont réprimés dans de nombreux pays[8],[9], avec des conséquences juridiques et financières généralement défavorables pour le conducteur motorisé fautif en cas d'accident[10], mais sont liés à une infrastructure défectueuse (ex. bande cyclable trop étroite accolée au stationnement), à des véhicules mal conçus (ex. rétroviseurs de camions) et au manque de sensibilisation des usagers (ex. ouvrir la portière de la main opposée pour se forcer à regarder dans l'angle mort, faire attention lors du dépassement de gros véhicules à vélo).

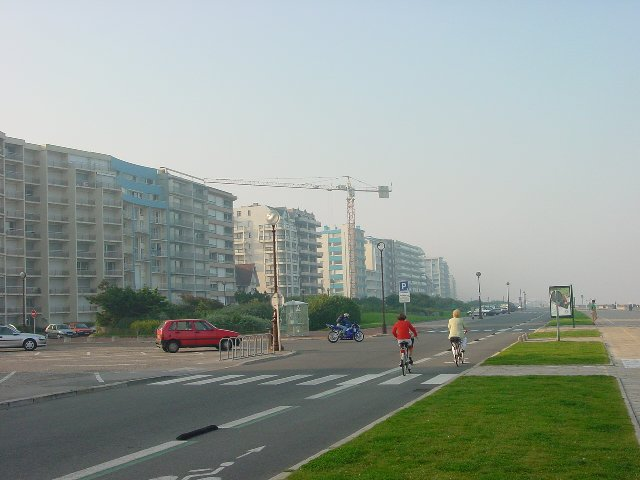
Bande cyclable au Touquet

D'autres risques moins graves peuvent être causés par une mauvaise insertion de bande cyclable :
- le stationnement illicite sur bande cyclable est source d'inconfort et d'insécurité pour les cyclistes, qui doivent s'organiser pour franchir l'obstacle créé et parfois se réinsérer dans un trafic plus rapide ;
- aux intersections, le risque d'accrochage par des véhicules effectuant des mouvements tournants est important si la bande cyclable n'est pas lisible, d'autant plus qu'elle impose l'examen des angles morts[11] ;
- si la bande cyclable n'est pas suffisamment lisible, les cyclistes peuvent subir des refus de priorité, par exemple sur un carrefour giratoire équipé d'une bande cyclable latérale qui laisse à penser que le cycliste va sortir immédiatement. Pour dissuader les voitures d'emprunter les bandes cyclables, on trouve parfois des séparateurs de voies mais ces obstacles peuvent présenter un danger pour les cyclistes. La bande cyclable n'est plus en France (depuis le décret 98-828 du 14 septembre 1998) un équipement que les cyclistes ont l'obligation d'emprunter, sauf cas particuliers signalés par un panneau « équipement cyclable obligatoire ».

| Pays                          | Bande cyclable plus stricte | Bande cyclable moins stricte | Limite marquée mais non réservée | Aménagements intégratifs                                                                      |
| ----------------------------- | --- | --- | --- | --------------------------------------------------------------------------------------------- |
| États-Unis                    | bikelanes sont obligatoires en Alabama, Californie, Floride, Hawaï, Maryland, New York, Oregon                                               | les bikelanes peuvent être quittées pour doubler, dépasser et tourner dans les autres États                                                            | dashed cycle lane = "bande cyclable avec ligne discontinue", droits des cyclistes limités à la moitié droite d'une voie                      | shared lane = voie partagée                                                                   |
| Canada (Thunder Bay (Ontario) | bandes cyclables sont obligatoires au Québec                                                                                                 | les bikelanes peuvent être quittées pour doubler, dépasser et tourner dans les autres provinces                                                        | | shared lane = voie partagée                                                                   |
| Royaume-Uni                   | mandatory cycle lane, réservée mais pas obligatoire aux cyclistes, délimitée par une ligne continue                                          | mandatory cycle lane, réservée mais pas obligatoire aux cyclistes, délimitée par une ligne continue                                                    | advisory cycle lane = « bande cyclable conseillée », délimitée par une ligne discontinue                                                     |                                                                                               |
| Pays-Bas                      | fietsstrook met doorgetrokken streep = « bande cyclable avec ligne continue »                                                                | fietsstrook met onderbroken streep, = « bande cyclable avec ligne discontinue », aussi obligatoire aux cyclistes, mais partagée aux motoristes         | fietssuggestiestrook, = « bande cyclable suggérée », sans obligations légales, ligne discontinue et pavé rouge ou pavé de matériau différent |                                                                                               |
| Belgique,                     | piste cyclable = fietspad, sans distinction conceptuelle de la piste cyclable, lignes discontinues aux deux côtés                            | | bande cyclable suggérée = fietssuggestiestrook, surface colorée sauf roux(!) avec pictogrammes ou                                            | pictogrammes composés (vélos avec des chevrons) sur voies partagées comme en France           |
| France                        | bande cyclable obligatoire | bande cyclable conseillée et réservée | | voie partagée, avec une série de pictogrammes sans limite latérale                            |
| Allemagne,                    | Radfahrstreifen = « bande cyclable », obligatoire, délimitée par une ligne continue, panneau « piste cyclable »                              | Schutzstreifen = « bande protectrice », délimitée par une ligne discontinue, pictogrammes simples, peut être quittée pour doubler, dépasser et tourner | | sauf voies de bus non dans le code de la route, mais utilisées par quelques autorités locales |
| Autriche                      | Radfahrstreifen = « bande cyclable », obligatoire, délimitée par une ligne continue, panneau « piste cyclable obligatoire»                   | Mehrzweckstreifen = « bande multifonctionnelle », délimitée par une ligne discontinue, peut être quittée pour doubler, dépasser et tourner             | |                                                                                               |
| Suisse                        | bande cyclable, allemand colloq. Velostreifen, limites jaunes continues (seulement exceptionnel)                                             | bande cyclable, allemand colloq. Velostreifen, limites jaunes discontinues                                                                             | | non officiel                                                                                  |
| République tchèque            | vyhrazený (cyklistický) jízdní pruh = « bande cyclable réservée », obligatoire, délimitée par une ligne continue, panneau « piste cyclable » | cyklistický jízdní pruh = « bande cyclable (simple) », délimitée par une ligne discontinue, pictogrammes simples                                       | cyklistický jízdní pruh = « bande cyclable (simple) », délimitée par une ligne discontinue, pictogrammes simples                             | piktogramový koridor = cyklopiktokoridor, série de pictogrammes sans limite latérale          |
| Pologne,                      | pas rowerowy | | |                                                                                               |
| Italie                        | corsia ciclabile | | |                                                                                               |